# Chorus 116
Der Chorus 116 ist ein Laienchor in der sächsischen Landeshauptstadt Dresden. 
Der gemischte Chor gründete sich nach einem Konzert ehemaliger Mitglieder des Schulchores der Kreuzschule Dresden im Januar 2006 und ist seit März 2007 ein eingetragener Verein. 

## Vorgeschichte
Der Musiklehrer Christian Hauschild, Leiter des Beethovenchores Dresden (später in Singakademie Dresden umbenannt), gründete in den 1970er Jahren den FDJ-Chor der EOS Kreuzschule Dresden. Dieser war die Keimzelle des Chorus 116. Nach ihrer Schulzeit wechselten einige Chormitglieder des Schulchores in die Singakademie; Christian Hauschild übernahm 1987 die Leitung des finnischen Knabenchores Cantores Minores aus Helsinki.

## Geschichte
Nachdem Christian Hauschild aus Helsinki nach Dresden zurückgekehrt war, führte er mit ehemaligen Mitgliedern des Schulchores der Kreuzschule im Dezember 2005 in der Kirche Maria am Wasser das Weihnachtsoratorium von Johann Sebastian Bach auf. Unter Hauschild wurde ein Repertoire aus geistlicher und weltlicher Chormusik von der Renaissance bis zu zeitgenössischen Kompositionen erarbeitet.
Nach dem Tode Hauschilds im Jahr 2010 übernahm Milko Kersten, Professor für Ensembleunterricht der Musikhochschule Dresden, die Leitung des Chores. Wenig später wurde der Chorus 116 als "qualitativ hochstehendes Laienensemble" beschrieben.
Der Chorus 116 fühlt sich dem Musikschaffen des Barock, der Klassik, der Romantik und der Neuen Musik verpflichtet.

## Kooperationspartner
Der Chorus 116 pflegt enge Beziehungen mit dem Philharmonischen Kammerorchester der Dresdner Philharmonie sowie dem Prager Colleqium Marianum und kooperierte 2017 erstmals mit dem Landesjugendorchester Sachsen.

## Uraufführungen
- Wilfried Krätzschmar: LEBENSZEIT, für gemischten Chor a cappella (auf das Gedicht Betrachtung der Zeit von Andreas Gryphius), 2009
- Alexander Keuk, Duo Seraphim, für SST, gemischten Chor und Orchester, UA 16. November 2022, Dresden, chorus116, Dirigent Wolfgang Hentrich.[3][4]